# مجموعة ماهيندرا
مجموعة ماهيندرا هي تكتل شركات هندية متعدد الجنسيات يقع مقرها في مومباي، الهند. المجموعة لديها عمليات في أكثر من 100 دولة حول العالم، مع وجود في الفضاء، والأعمال التجارية الزراعية ومكونات السيارات ما بعد البيع ومعدات البناء والدفاع والطاقة والمعدات الزراعية والتمويل والتأمين والمعدات الصناعية وتكنولوجيا المعلومات والترفيه والضيافة والخدمات اللوجستية والعقارات وتجارة التجزئة والتعليم. تمتلك الشركة الرائدة في المجموعة ماهيندرا آند ماهيندرا مكانة رائدة في السوق في مجال المركبات متعددة الاستخدامات وكذلك الجرارات في الهند.